# آلکورکون
آلکورکون (به اسپانیایی: Alcorcón) یک دهستان‌ در اسپانیا است که در بخش خودمختار مادرید واقع شده‌است.

## خصوصیات
آلکورکون ۳۳٫۷ کیلومترمربع مساحت و ۱۶۸٬۲۹۹ نفر جمعیت دارد و ۶۹۵ متر بالاتر از سطح دریا واقع شده‌است.